# Horseland : Bienvenue au ranch !
Horseland : Bienvenue au ranch ! (Horseland) est une série télévisée d'animation américaine en 39 épisodes de 22 minutes créée par Karen Hyden, produite par DiC Entertainment et diffusée entre le 16 septembre 2006 et le 6 décembre 2008 sur le réseau CBS et également commercialisée en Blu-ray.
En France, ce dessin animé est diffusé sur TéléTOON+ et depuis le 12 mars 2012 sur France 5 dans Zouzous et rediffusée sur France 4 également dans Zouzous.

## Synopsis
Sarah, Rosa, Marie, Chloé, Zoé, Basile, Fred et Petit Nuage sont des cavaliers du ranch Horseland. Ils montent des chevaux magnifiques. C’est aussi l’endroit rêvé pour vivre de grandes aventures et de grandes amitiés.
Les chevaux et les humains s'aiment beaucoup. Il y a aussi Scoop le chien, Lily la truie et Carlotta la chatte.
Chaque épisode a son aventure : un champion au centre, une princesse avec un cheval majestueux, un voyage à Paris, des chevaux malades, les cavaliers qui vainquent leurs peurs…
Les couples cavalier/cavalière et cheval sont :
- Sarah et Scarlett
- Rosa et Panache
- Marie et Calypso
- Chloé et Chili
- Zoé et Pepper
- Basil et Apache
- Fred et Tango
- Petit Nuage et Comète

## Distribution

### Voix originales
- Dana Donlan : Sarah Whitney
- Andrea Ware : Scarlet
- Aleyah Smith : Molly Washington
- Tiffany White-Welchen : Calypso
- Emily Hernandez : Alma Rodriguez
- Laura Marr : Button, Teeny
- David Kalis : Bailey Handler
- D. Kevin Williams : Aztec, Jimber
- Bianca Heyward (saisons 1-2) puis Caroline Iliff (saison 3) : Chloe et Zoey Stilton
- Stephen Michael Shelton : Chili
- Tifanie Christun : Pepper
- Vincent Michael : Will Taggert
- Rachel Ware : Nani Cloud
- Cork Ramer : Sunburst
- Jerry Longe : Shep
- Marissa Shea : Angora
- Michelle Zacharia : Teeney
- Wendy K. Gray : l'annonceuse

### Voix françaises
- Jennifer Fauveau : Sarah
- Pascal Grull : Fred, Will
- Chantal Macé : Chloé
- Sarah Marot : Zoé
- Marie Millet-Giraudon : Rosa
- Blanche Ravalec : Lily, Scarlett, Teeny
- Marie-Martine Bisson : Carlotta
- Fily Keita : Marie
- Sophie Lepanse : Panache
- Laurent Mantel : Chili, Jimber
- Alexandre Nguyen : Basile
- Eric Aubrahn : Apache
- Bénédicte Rivière : Alexia
- Jean Roche : Scoop
- Cécile Vigne : Linne
- Maïa Michaud : Nani, Petit Nuage
- Caroline Pascal : Simbala
- Gérard Surugue : Diablo, Mousse
- Patrice Baudrier : le cheval fantôme
- Marc Bretonnière : Ébène
- Nathalie Bienaimé : Météore
- Julie Turin : Céline
- Mara Labadens
- Philippe Roullier

- Version française
  - Studio de doublage : SOFI
  - Direction artistique : Marc Bretonnière et Blanche Ravalec[1]
  - Adaptation : Marie-Jo Dolladille et Laurence Salva-Vignes

## Personnages
Sarah De La Haute et Scarlett : Sarah est la fille du riche banquier, Monsieur De La Haute. Elle est d'origine anglaise, blonde avec des yeux bleus. Sarah s’habille avec un gilet rouge une chemisette blanche ainsi qu'avec un pantalon blanc et des bottes noires. Elle est gentille, souriante et attentionnée, toujours présente pour aider ses amies quand elles en ont besoin. Sa jument est Scarlett, une Arabe à la robe noire et à la crinière noire avec des mèches rouges. Son signe de box est une couronne rouge. Il parait que Sarah a un don avec les chevaux et qu'elle les comprend. 
Rosa Rodriguez et Panache : Rosa est la fille du propriétaire du ranch Horseland, Monsieur Rodriguez. Elle est d'origine espagnole, brune avec des yeux marron. Elle s’habille avec un gilet vert, une chemise blanche, un pantalon beige et des bottes noires. Elle est passionnée de lecture, sympathique et solidaire mais juge trop vite une personne à son apparence. Sa jument est Panache, une Paint Horse à la robe noire et blanche et à la crinière blanche avec des mèches vertes. Son signe de box est un trèfle vert. Elle se vante souvent d'être la meilleure cavalière du ranch et les gens autour d'elle sont souvent vexés en entendant ces mots qui les font se sentir inférieurs, mais c'est la meilleure en saut d'obstacle.
Marie Bosquet et Calypso : Marie est la fille du dentiste Monsieur Bosquet. Elle est brune avec des grands yeux marron. Elle est d'origine africaine. Elle est habillée avec un gilet rose, une chemise blanche, un pantalon noir ainsi que des bottes de la même couleur. Marie est gentille mais se vexe facilement. Sa jument est Calypso, une Appaloosa à la robe marron et à la crinière blanche avec des mèches roses. Son signe de box est un cœur rose. Avant, elle avait peur de sauter et maintenant elle est une bonne cavalière en saut.
Fred Taggert et Tango : Fred est le cousin de Basile, l'entraîneur de l'équipe et le cavalier le plus âgé du ranch Horseland. Il vit avec son oncle et sa tante. Fred est blond avec les yeux bleus. Il porte le plus souvent un tee-shirt noir, un pantalon jeans et un collier avec un fer à cheval dessus. Son cheval est Tango, un Akhal-Teke à la robe beige et à la crinière blanche avec des mèches noires. Son signe de box est une étoile noire. Fred est passionné d'équitation western. Avec Tango, ils sont les meilleurs en dressage et ils aiment beaucoup le dressage western et les cowboys. Il est dyslexique. Il prend toujours soin des chevaux et des cavaliers et s'inquiète de leur sécurité.
Chloé Roquefort et Chili : Chloé est une grande langue de vipère. Tout comme sa petite sœur Zoé, elle aime critiquer les autres et être au premier rang mais parfois elle se montre très gentille. Chloé a des cheveux blond orangé et des yeux verts. Elle s’habille d’une chemisette avec des manches violet pâle, d'un pull blanc, d'un pantalon noir et de bottes de même couleur. Son cheval est Chili, un Hollandais à sang chaud à la robe gris clair avec une crinière blanche aux mèches violettes. Son signe de box est un losange violet. Elle est peut-être amoureuse de Basil.
Zoé Roquefort et Pepper : Zoé est une fille très riche, comme sa grande sœur Chloé, elle critique tout le monde mais se montre parfois très sympathique tout comme sa sœur. Elle aime être le centre d'attention. C'est quelquefois une menteuse, comme sa sœur et même si ça fait mal, elles finissent toutes les deux par dire la vérité. Elle a les cheveux roux et les yeux verts. Elle s'habille d'un t-shirt bleu, d'un pantalon équestre blanc et de bottes noirs sauf pour les concours. Elle a un caractère bien trempé mais pour aider quelqu'un on peut compter sur elle. Elle adore son cheval Pepper, mais ne sais pas qu'un cheval n'est pas un jouet et qu'il a ses limites. Pepper est une jument Hollandais à sang chaud comme Chili, elle a une robe gris foncé et une crinière grise aux mèches bleues. Elles aiment concourir ensemble. Ce sont les meilleures en cross avec Petit Nuage et Comète.
Petit Nuage et Comète : Petit Nuage est une Chirokee arrivée au ranch lors de l'épisode 2 de la saison 3. Elle a eu au début quelques différents avec Zoé. Elle a les cheveux bruns et les yeux marron. Elle monte très bien à cheval. Son cheval, Comète, est un Paint Horse pie palomino. Il aime toutes les disciplines même si avec sa cavalière, ils sont surtout très doués en cross. Il a du mal à supporter la selle.
Basil et Apache : Basil est le fils des propriétaires du ranch. Il est sympathique, voit quand ses amies ont des problèmes et il peut être assez autoritaire. Il a les cheveux bruns et les yeux bleus. Il porte une chemise et un pantalon bleu. Son cheval est Apache, un Kiger Mustang, il a une robe baie et une crinière noire avec des mèches bleu foncé. Son signe de box est un éclair bleu foncé. Il est le seul garçon que nous voyons beaucoup dans la série. Il est peut-être amoureux de Chloé, en tout cas, ils sont très proches.

## Épisodes

### Première saison (2006)
1. La riche héritière
2. Le concours hippique
3. Vaincre ses peurs
4. Le cri du loup
5. Au feu !
6. Une amitié à l'épreuve
7. La blessure de Pepper
8. La vérité
9. L'équitation western
10. Sarah ne renonce jamais
11. Une journée mouvementée
12. Le quadrille
13. Un nouvel ami

### Deuxième saison (2007)
1. Le correspondant de Rosa
2. La cousine de Sarah
3. Marie et Chili
4. En liberté
5. Le cheval fantôme
6. Sarah reprend confiance
7. Mousse, le chat
8. La grande parade
9. Pilou, l'oiseau bleu
10. Défilé de mode
11. Simbala, une nouvelle amie
12. Changement de style
13. Un malentendu

### Troisième saison (2008)
1. Le secret de Charles
2. Les nouvelles recrues
3. Des bulldozers à Horseland
4. Un chiot a Horseland
5. Un champion nommé Éclair
6. Chloé gaspille l'eau
7. Pas de nouvelles, bonne nouvelle
8. Au bout du fil
9. Quand la famille s'agrandit
10. Un défilé de toutes les couleurs
11. La princesse
12. Un poids sur le cœur
13. Trois petits mots